# اراوولا پاهالاگاما
اراوولا پاهالاگاما (به لاتین: Erawula Pahalagama) یک منطقهٔ مسکونی در سری‌لانکا است که در استان مرکزی (سری‌لانکا) واقع شده‌است.